# Antonio Pocovi
Antonio Pocovi, född 20 januari 1922, död 18 november 2004, var en argentinsk friidrottare. Han deltog vid olympiska sommarspelen 1948.